# كون ستام
كون ستام (بالهولندية: Koen Stam)‏ (27 فبراير 1987 بسخاخن في هولندا - ) هو لاعب كرة قدم هولندي في مركز الدفاع. لعب مع إي زد ألكمار ونادي إكسلسيور ونادي فولندام ونادي كامبور ونادي تلستار ‏.